# دستي زيغلر
دستي زيغلر (بالإنجليزية: Dusty Zeigler)‏ هو لاعب كرة قدم أمريكية أمريكي، ولد في 27 سبتمبر 1973 في سافانا في الولايات المتحدة.